# 牧野守
牧野 守（まきの まもる、1930年 - ）は、日本の映画史研究家、映画製作者。

## 来歴
1930年、樺太（サハリン）に生まれる。文化学院出身。映画誌『ユニ通信』や『キネマ旬報』にて連載「ガクノススメ」などを執筆。一方、日本における映画史を確立しよう膨大な資料を収集。ドナルド・キーンの仲介で2007年コロンビア大学図書館に「マキノ・コレクション」と呼ばれるその資料を譲渡。

## 著作
- 『日本映画論言説大系』ゆまに書房 - 監修を担当[4]。
- 『日本映画検閲史』パンドラ、2003年4月。ISBN 4-7684-7814-X

## フィルモグラフィ
- 黒い血のうずき （1964年）企画・監督を担当[5]